# Kim Ji-su
Kim Ji-su (* 12. Dezember 2000 in Himeji, Japan) ist eine südkoreanische Judoka. Sie gewann bis 2024 eine Silber- und eine Bronzemedaille bei den Asienmeisterschaften.

## Sportliche Karriere
Kim Ji-su kämpfte von 2017 bis 2021 in der Gewichtsklasse bis 57 Kilogramm. 2017 wurde sie U21-Asienmeisterin. Bei den Juniorenweltmeisterschaften 2017 erkämpfte sie eine Bronzemedaille. 2019 wurde sie Dritte bei der Universiade und bei den Juniorenweltmeisterschaften. Im April 2021 erreichte sie das Finale der Asien-Ozeanien-Meisterschaften und unterlag dann der Chinesin Lu Tongjuan. Bei den erst 2021 ausgetragenen Olympischen Spielen in Tokio traten im Leichtgewicht 25 Kämpferinnen an. Kim bezwang in ihrem Auftaktkampf die für Panama startende Miryam Roper und verlor im Achtelfinale gegen die Französin Sarah-Léonie Cysique. Im Mixed-Team-Wettbewerb schied das südkoreanische Team in der ersten Runde gegen die Mannschaft aus der Mongolei aus.
Kim Ji-su kehrte erst 2023 auf die internationalen Judomatten zurück, jetzt in der Gewichtsklasse bis 63 Kilogramm. Im Juni 2023 gewann sie mit einem Finalsieg über die für Australien startende Katharina Haecker das Grand-Slam-Turnier in Astana. Im März 2024 erkämpfte sie beim Turnier in Antalya ihren zweiten Grand-Slam-Sieg. Einen Monat später bei den Asienmeisterschaften in Hongkong unterlag Kim im Halbfinale der Japanerin Kirari Yamaguchi, sicherte sich aber eine Bronzemedaille. Im Mai 2024 bei den Weltmeisterschaften in Abu Dhabi schied Kim in der zweiten Runde gegen Katharina Haecker aus. Bei den Olympischen Spielen 2024 in Paris unterlag Kim Ji-su im Viertelfinale der Kroatin Katarina Krišto und belegte dann den siebten Platz. Im Mannschaftswettbewerb gewann sie mit dem südkoreanischen Team die Bronzemedaille.